# Ewa Gargulińska
Ewa Gargulińska (ur. 27 sierpnia 1941 w Krakowie) – polska i brytyjska malarka. 

## Życiorys
Pochodzi z rodziny krakowsko-lwowskiej, wczesne dzieciństwo spędziła w Warszawie. Po zakończeniu II wojny światowej zamieszkała w Sopocie, po rozwodzie rodziców razem z matką zamieszkała ponownie w Krakowie. Mając 17 lat przebywała przez trzy miesiące w Paryżu, tam podjęła decyzję o zmianie wyboru kierunku studiów, zamiast filologii francuskiej postanowiła studiować malarstwo. Po egzaminie dojrzałości studiowała przez rok na krakowskiej Akademii Sztuk Pięknych, a następnie przeniosła się na Akademię Sztuk Pięknych w Warszawie. Studiowała pod kierunkiem prof. Henryka Tomaszewskiego, wybitnego twórcy malarstwa, czołowego autora plakatów. Uważano wówczas, że plakat stał się nową futurystyczną formą sztuki, przewyższającą tradycyjną sztukę plastyczną pod względem pomysłowości. W 1966 uzyskała tytuł magistra sztuki, jej prace z tego okresu uczestniczyły w wystawie młodych talentów, która odbyła się w Galerii Foksal w Warszawie. W 1971 jej prace wystawiono na wystawie zbiorowej ICA w Londynie, rok później wyjechała tam, aby pracować jako scenograf i projektantka tkanin. W 1973 wygasła jej wiza i zmuszona była powrócić do Warszawy, po niepokojącym incydencie ze służbami wewnętrznymi postanowiła na stałe opuścić Polskę. Znajomy pomógł jej przedostać się przez granicę, a następnie w oczekiwaniu na angielską wizę przebywała w Hamburgu. Tam sprzedała kilka swoich obrazów oraz plakatów filmowych, które stworzyła na zamówienie. Po zamieszkaniu w Londynie rozwinęła swoje możliwości twórcze. Od 1982 przez rok wykładała w School of Visual Arts w Nowym Jorku, po powrocie do Londynu w 1984 rozpoczęła trwającą do 2011 pracę dla Central Saint Martins.
Prace Ewy Gargulińskiej znajdują się w kolekcjach wielu muzeów i galerii m.in. National Museum of Women in the Arts w Waszyngtonie i Narodowej Galerii Sztuki Zachęta w Warszawie. Największy zbiór jej prac zgromadził dr. Arthur Sackler (1913-1987), pojedyncze egzemplarze posiadają John Cusack, Jeremy Irons, Michael Scott i Vernon Ellis. Ewa Gargulińska malowała portrety w Nowym Jorku, tworzyła kostiumy dla Gate Theatre w Dublinie oraz plakaty dla Madame Tussauds w Londynie.